# Теорема отделимости
Теорема отделимости — теорема о топологических свойствах метрического пространства.

## Формулировка
Каждое метрическое пространство {\displaystyle X} нормально, то есть для любых двух замкнутых в {\displaystyle X} непересекающихся множеств {\displaystyle F_{1}} и {\displaystyle F_{2}}, найдутся два открытых множества {\displaystyle G_{1}} и {\displaystyle G_{2}}, такие, что {\displaystyle F_{1}\subset G_{1},F_{2}\subset G_{2},G_{1}\cap G_{2}=\varnothing }.

## Доказательство
Возьмем произвольную точку {\displaystyle x\in F_{1}} и назовем расстоянием от этой точки до множества {\displaystyle F_{2}} число {\displaystyle \rho (x,F_{2})=\inf _{x_{2}\in F_{2}}\rho (x,x_{2})}. Такое число существует, так как все числа {\displaystyle \rho (x,x_{2})\geqslant 0}, то есть их множество ограничено снизу. Покажем, что в нашем случае {\displaystyle \rho (x,F_{2})\neq 0}. Допустим противное, то есть что {\displaystyle \rho (x,F_{2})=0}. Это значит, что в множестве  {\displaystyle F_{2}} найдется такая последовательность точек {\displaystyle {\mathcal {f}}x_{(n)}^{2}{\mathcal {g}}}, что  {\displaystyle \rho (x,x_{(n)}^{2})\rightarrow 0}. Но тогда {\displaystyle x=\lim _{n}x_{(n)}^{2}}, то есть {\displaystyle x} есть предельная точка множества {\displaystyle F_{2}} и, следовательно, в силу замкнутости {\displaystyle F_{2}} будем иметь {\displaystyle x\in F_{2}},
что невозможно, ибо {\displaystyle F_{1}.F_{2}=\varnothing }. Итак,  {\displaystyle \rho (x,F_{2})=\rho _{x}^{(2)}>0}.
Аналогично {\displaystyle \rho (y,F_{1})=\rho _{y}^{(1)}>0} для произвольной точки {\displaystyle y\in F_{2}}. Рассмотрим множества {\displaystyle G_{1}=\bigcup _{x\in F_{1}}S(x,{\frac {\rho _{x}^{(2)}}{3}})} и {\displaystyle G_{2}=\bigcup _{y\in F_{2}}S(y,{\frac {\rho _{y}^{(1)}}{3}})}. Оба эти множества - открытые, как суммы открытых шаров, и очевидно, что {\displaystyle F_{1}\subset G_{1},F_{2}\subset G_{2}}. Остается доказать, что {\displaystyle G_{1}\cap G_{2}=\varnothing }. Предположим противное: пусть {\displaystyle z} - точка из пересечения {\displaystyle G_{1}\cap G_{2}}. Так как  {\displaystyle z\in G_{1}}, то {\displaystyle z\in S(x_{0},{\frac {\rho _{x_{0}}^{(2)}}{3}})} для некоторого  {\displaystyle x_{0}}, а так как
{\displaystyle z\in G_{2}}, то {\displaystyle z\in S(y_{0},{\frac {\rho _{y_{0}}^{(1)}}{3}})} для некоторого  {\displaystyle y_{0}}.
Пусть наибольшим из чисел {\displaystyle \rho _{x_{0}}^{(2)}} и {\displaystyle \rho _{y_{0}}^{(1)}} будет, например {\displaystyle \rho _{y_{0}}^{(1)}}. Тогда {\displaystyle \rho _{y_{0}}^{(1)}=\inf _{x\in F_{1}}\rho (y_{0},x)\leqslant \rho (x_{0},y_{0})\leqslant \rho (x_{0},z)+\rho (z,y_{0})<{\frac {\rho _{x_{0}}^{(2)}}{3}}+{\frac {\rho _{y_{0}}^{(1)}}{3}}\leqslant {\frac {2\rho _{y_{0}}^{(1)}}{3}}<\rho _{y_{0}}^{(1)}}, и мы пришли к абсурду. Поэтому {\displaystyle G_{1}\cap G_{2}=\varnothing }, и теорема полностью доказана.